# Данијел арап Мои
Данијел арап Мои (енгл. Daniel arap Moi; Сачо, 2. септембар 1924 – Најроби, 4. фебруар 2020) кенијски је политичар, који је био 2. председник Кеније од 1978. до 2002. године.

## Биографија
Рођен је 1924. године у округу Сачо, у тадашњој британској колонији Кенији. Након завршетка школовања, радио је као учитељ од 1946. до 1955. године. Ушао је у политику 1955. када је постао заступник своје провинције Раседна долина у кенијском парламенту. Био је један од оснивача Афричке демократске уније Кеније 1960. године, која је била опозициона странка Афричкој националној унији Кеније Џомоа Кенијате. У раздобљу пред стицање независности Кеније, био је министар за образовање (1960-1961).
Након што је Кенија стекла независност 12. децембра 1963. Моијева странка КАДУ спојила се с Кенијатином КАНУ 1964. године. Мои је стекао Кенијатине симпатије због чега је напредовао у политичкој каријери: првобитно је био минситар за унутрашње послове од 1964, а затим потпредседник од 1967. године.

### Председник
Након Кенијатине смрти 22. августа 1978. године, Мои га је наследио на месту председника Кеније. Био је изузетно популаран међу народом Кеније, те је наставио Кенијатину политику изградње стабилног капитализма у Кенији. Посебно се залагао за политику антикомунизма.
Дана 1. августа 1982. против Моија је извршен безуспешан државни удар, што је овај искористио за обрачун с преосталим политичким противницима и тако ојачао своју владавину. Уставом је Кенија де јуре потврђена као једностраначка држава (де факто је то била још од 1969. године). Универзитети су били једине оазе демократије, а учење о марксизму на факултетима било је забрањено. Тајна полиција је ефикасно контролисала цело друштво.
По завршетку Хладног рата, Кенија је изгубила своју стратешку важност, због чега вишпе није добивала толико помоћи од Запада као пре. Западњачки политичари су од тог тренутка окарактерисали Моија као деспота, због чега је он под пристиском вратио вишестраначки систем у Кенију 1991. године. Упркос томе, Мои је победио на изборима 1992. и 1997, који су били обележени насиљем и протестима.
Крајем 1990-их, међународне организације, попут Амнести интернашонала, оптужиле су Моија за кршење људских права и корупцију.

### Живот после председничког мандата
Моију је према уставу било забрањено кандидовање за председника на изборима 2002. године, чим је завршио његов председнички мандат дуг 24 године. За новог председника 29. децембра 2002. био је изабран Мваи Кибаки.
Након силаска с власти, Мои је пензионисан, те је углавном живео повучено од јавног живота.
Удовац је од 2004, а има осмеро деце: 5 синова и 3 ћерке.